# Comuna de Kluczbork
Kluczbork (polaco: Gmina Kluczbork) é uma gminy (comuna) na Polónia, na voivodia de Opole e no condado de Kluczborski. A sede do condado é a cidade de Kluczbork.
De acordo com os censos de 2004, a comuna tem 38 985 habitantes, com uma densidade 179,7 hab/km².

## Área
Estende-se por uma área de 217 km², incluindo:
- área agricola: 72%
- área florestal: 19%

## Demografia
Dados de 30 de Junho 2004:
|                      | Total   | Total | Mulheres | Mulheres | Homens  | Homens |
| -------------------- | ------- | ----- | -------- | -------- | ------- | ------ |
|                      | pessoas | %     | pessoas  | %        | pessoas | %      |
| População            | 38 985  | 100   | 20 092   | 51,5     | 18 893  | 48,5   |
| Densidade (pop./km²) | 179,7   | 100   | 92,6     | 92,6     | 87,1    | 87,1   |

De acordo com dados de 2002, o rendimento médio per capita ascendia a 1170,31 zł.

## Subdivisões
- Bażany, Bąków, Biadacz, Bogacica, Bogacka Szklarnia, Bogdańczowice, Borkowice, Gotartów, Krasków, Krzywizna, Kujakowice Dolne, Kujakowice Górne, Kuniów, Ligota Dolna, Ligota Górna, Łowkowice, Maciejów, Nowa Bogacica, Smardy Dolne, Smardy Górne, Stare Czaple, Unieszów, Żabiniec.

## Comunas vizinhas
- Byczyna, Gorzów Śląski, Lasowice Wielkie, Murów, Olesno